# Stathmodera truncata
Stathmodera truncata är en skalbaggsart som först beskrevs av Leon Fairmaire 1896.  Stathmodera truncata ingår i släktet Stathmodera och familjen långhorningar.
Artens utbredningsområde är Madagaskar. Inga underarter finns listade i Catalogue of Life.